# Adalbert de Lorena
Adalbert d'Alsàcia (o Adalbert de Lorena) (+11 de novembre de 1048) fou comte de Metz com Adalbert III de Metz del 1045 al 1047 i duc de Lorena (Alta Lorena o Alta Lotaríngia) del 1047 al 1048. Ell era el fill de Gerard IV de Metz, dit de Bouzonville, comte de Metz, i de Gisela.

## Successió de l'Alta Lotaríngia
Lotaríngia es va dividir en dos ducats d'Alta i Baixa Lorena, Goteló I de les Ardenes, va esdevenir el 1033 tant el duc de Baixa Lotaríngia com de l'Alta Lotaríngia. A la seva mort el 1044, el seu fill Godofreu II el Barbut va aconseguir l'Alta Lotaríngia, però es va rebel·lar el 1046 per reclamar la Baixa Lotaríngia que no li havia estat concedida. L'emperador Enric III el va derrotar i li va prendre el ducat, el qual va confiar a principis de 1047, al comte de Metz, l'alsacià Adalbert.
No obstant això, Godofreu va continuar la lluita fins i a la mort en la batalla de Thuin d'Adalbert (11 de novembre 1048). Això no li va permetre però recuperar el seu ducat, perquè Enric III va nomenar immediatament al germà d'Adalbert, Gerard d'Alsàcia (Gerard V de Metz i I de Lorena), com a nou duc de Lorena.

## Adalbert, la seva família, i el comtat de Longwy
Vers el 1960, l'historiador Szabolcs de Vajay va atribuir a Adalbert, sobre la base de dos documents, el comtat de Longwy, i deia que estava casat amb Clemència, filla del comte de Foix i pare de dues filles, Estevaneta o Estefania, casada amb el comte Guillem I de Borgonya, i Ermesinda, que es va casar amb el duc Guillem VII d'Aquitània. El seu consell va ser seguit per molts historiadors, fins que Szabolcs de Vajay es va donar compte més endavant que aquesta teoria es basava en una interpretació errònia dels documents consultats. Com a resultat, la paternitat d'aquestes dues noies es va abandonar (Estevaneta o Estefania està vinculada ara a la casa de Barcelona i Ermesinda i el comtat de Longwy estan connectats a la casa de Luxemburg). Clemència, considerada esposa per explicar l'aparició d'aquest nom entre les filles d'Ermesinda i Estefania, ja no havia de continuar sent considera com l'esposa d'Adalbert al fallar l'única vinculació, l'onomàstica. Al final, no se sap si Adalbert era casat, i si ho era no se sap quin era el nom de la seva dona, o si tenia fills; no obstant la successió en favor del seu germà deixa suposar que almenys no tenia fills mascles vius el 1047.